# Brancatherulum tendaguerense
Brancatherulum tendaguerense es un mamífero extinto perteneciente al Jurásico Tardío, descubierto en la Formación Tendaguru de Tanzania. Se conoce a partir del registro fósil, únicamente por un maxilar inferior desdentado, descubierto por E. Hennig en una expedición alemana a dicho lugar.